# 对甲氧基甲基安非他命
对甲氧基甲基安非他命（para-methoxymethamphetamine），簡稱PMMA，俗稱「強力搖頭丸」，黑話「死神」。本化合物是以色列开发出的一种狡詐家藥物，具有迷幻效果的禁药，被多国家列为管制藥品。